# 제프리 빌
제프리 빌(Jeffrey Beall)은 오라리아 도서관(Auraria Library)의 사서일 때, 약탈적 출판 용어와 개념을 확립하고 빌의 목록을 작성한 것으로 유명하다. 제프리 빌이 약탈적 출판에 대해 가장 권위있다는 것은 논란의 여지가 있다. 하지만 빌이 약탈적 학술지의 개념과 예방에 관한 활동을 시작한 이후로, 학계에서 우리가 어떤 점을 우려해야 하는지에 관한 논의가 시작되었다고 본다. 한편, 빌은 자신에게 가장 큰 영향을 준 인물로 프레드 킬고어(Fred Kilgour)를 지목했다.

## 생애
빌은 약탈적 출판을 비판하면서 Charleston Advisor, 네이처,, Learned Publishing등에 계속 지적하여 문제제기를 해왔다.
약탈적 출판의 비판은 다수의 연구자들에게 동의를 얻었다. 하지만 약탈적 출판사들의 공격 뿐 아니라 다수의 학술지 전문가들에게 비판받았다. 또 빌은 콜로라도 대학 덴버 캠퍼스의 동료들로부터 지지를 받지 못했다.
빌은 캘리포니아 주립대에서 1982년 스페인어 학사, 1987년 오클라호마 주립대에서 영어학 석사(1987)를 거쳤으며 노스캐롤라이나 대학교 채플힐에서 도서관학 석사(1990)를 받았다.
2012년 콜로라도 대학 덴버 캠퍼스에서 종신교수가 되었다.

## 약탈적 출판 비판
빌은 오픈 액세스 학술지 저자가 논문처리비용을 내는 골드 모델과 저자가 내지 않는 플래티넘 모델로 나누고 골드 모델은 남용될 수 있으며 돈으로 논문 게재를 사게되어 학술 출판 시스템이 붕괴되고 있다 주장했다. 전통적인 학술출판에서는 저자와 출판사간에 돈 문제는 없었다. 하지만 OA 환경속에서 고액의 APC를 내고 논문을 출간하는 질적 저하의 문제가 발생한 것이다.
빌은 플래티넘 모델을 지지하며 그것이 자신이 아는 유일한 성공 모델이라 언급했다.
빌은 OA 학술지인 TripleC에 OA에 반대한다는 견해를 밝혔다. 그는 OA 학술지에 실린 논문이 수준 낮으며, 심사과정도 없다시피하므로 젊은 학자들이 OA 학술지에 실으면 경력에 흠집이 난다고 했다. OA 출판은 학술출판조합적이고 사회주의적인 반영리 운동이라며 비판했다. 또한 출판물의 장기 보존 및 일관된 심사를 가능하게 하는 전통적인 학술 출판 시스템의 장점을 무시하는 것이라 비판했다.
빌은 약탈적 학술지 규정 기준을 판단할 때 자신들이 직접 판단하는 것이 아니라 개별 출판사의 제출 자료로 판단하는 DOAJ를 비판했다.
또 빌은 약탈적 출판의 역사, 자신의 개입, 그리고 위에 기술한 여러 문제점을 지적하는 논문을 작성했다.

## 리스트 이용의 한계
2019년 10월 28일 프라임경제 임혜연 기자의 기사 [논란의 비올리스트? 여전히 부실학회 판단 영향, 까닭은…]에 따르면, 한국연구재단 관계자는 부실학회 검증 문제와 비올리스트 등 현재 논의되는 자료에 대해 신중한 입장을 나타냈다. "부실학회·약탈적학회 등의 명칭은 일반적으로 잡지나 학술대회 등의 빈약한 경우에 대한 공격용어로 쓰이는 것이 맞다"면서도 "이를 법적으로 라벨링하는 것은 아니다"라고 설명했다. "해외의 경우도 검증기준에 대해서 공공기관에서 기준을 제시하는 사례는 없다"고 강조했다. 또한, 과기정통부 관계자도 학계의 향후 논의와 필요성에 따라 제프리 빌이 만든 리스트의 인용이 제외될 가능성이 있음을 시사했다.
제프리 빌은 법적인 문제 등으로 인해 자신의 블로그를 폐쇄 보관됨 2019-11-02 - 웨이백 머신하고 해당 리스트를 삭제했으나, 스스로를 밝히지 않는 익명의 연구자들이 복사본을 활용, 업데이트와 관리를 하는 것으로 알려졌다.

## 같이 보기
- 오픈 액세스
- 약탈적 출판